# Jula (fiume)
Lo Jula (in russo Юла?) è un fiume della Russia europea settentrionale, affluente di sinistra del fiume Pinega. Scorre nell'Oblast' di Arcangelo, nei rajon Vinogradovskij e Pinežskij.
Il fiume scorre in una zona spopolata in direzione mediamente settentrionale. Sfocia nella Pinega a 314 km dalla foce. Ha una lunghezza di 250 km, il suo bacino è di 5 290 km². Nel corso inferiore, sulle rive del fiume, si trova il villaggio di Pačicha. Il suo maggior affluente è la Ura (lungo 83 km) proveniente dalla destra idrografica.
Dal 2019, il corso superiore del fiume è diventato parte della riserva naturale Dvinsko-Pinežskij (Двинско-Пинежский заказник).